# Bert Macdonald
Bertram Hector Macdonald, detto Bert (25 maggio 1902 – 28 dicembre 1965), è stato un mezzofondista britannico.

## Palmarès
- Giochi olimpici

Parigi 1924: argento nei 3000 metri a squadre.